# 인덕로 (순창 임실)
인덕로(Indeok-ro)는 전북특별자치도 순창군 순창읍 복실교차로 에서 임실군 덕치면 회문삼거리을 이어주는 도로이다.

## 주요 경유지
전북특별자치도
- 순창군 (순창읍 . 인계면) - 임실군 (덕치면)

## 노선
| 이름          | 접속 노선              | 소재지 | 소재지 | 비고              |
| ------------- | ---------------------- | ------ | ------ | ----------------- |
| 복실 교차로   | 국도 제27호선 (모악로) | 순창군 | 순창읍 |                   |
| (이름없음)    | 구인로                 | 순창군 | 인계면 | 국도 제21호선구간 |
| 인계삼거리    | 인성로                 | 순창군 | 인계면 | 국도 제21호선구간 |
| 외양 교챠로   | 장례동길               | 순창군 | 인계면 |                   |
| 탑리 교차로   | 국도 제27호선 (모악로) | 순창군 | 인계면 |                   |
| 암치 교차로   | 국도 제27호선 (모악로) | 임실군 | 덕치면 |                   |
| 장암 교차로   | 국도 제27호선 (모악로) | 임실군 | 덕치면 |                   |
| 신일중교      |                        | 임실군 | 덕치면 |                   |
| 회문삼거리    | 강운로                 | 임실군 | 덕치면 |                   |
| 태산로와 직결 |                        |        |        |                   |

## 주요 건물 및 시설
- GS칼텍스 우리주유소 (인덕로 63/복실리 726-3)
- 농협 순창농협주유소 (인덕로 166/갑동리 983-1)
- 인계치안센터 (인덕로 221/도룡리 936-2)
- 농협 순창농협 인계지점 (인덕로 224/도룡리 939)
- 인계면행정복지센터 (인덕로 227/도룡리 933-1)